# José Relvas

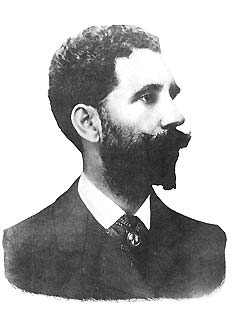
José Relvas.

José de Azevedo Mascarenhas Relvas (Golegã, 5 de marzo de 1858 - Alpiarça, 31 de octubre de 1929), hijo de Carlos Relvas y de su esposa doña Margarita Amália de Azevedo Relvas.
Se matriculó en la Universidad de Coímbra, en la facultad de Derecho, que solo frecuentó hasta segundo año, abandonando la carrera para hacer el Curso Superior de Letras, que terminó en 1880.
Proclamó, el 5 de octubre de 1910, la instauración de la República Portuguesa desde el balcón de la Cámara Municipal de Lisboa.
Fue primer ministro del 27 de enero al 30 de marzo de 1919.
Murió el 31 de octubre, en la 'Casa dos Patudos', en Alpiarça.
- Datos: Q957617
- Multimedia: José Relvas / Q957617